# Faro (stad)
Faro (IPA: [ˈfaɾu]) is een stad en gemeente in het Portugese district Faro.
De gemeente heeft een totale oppervlakte van 202 km² en telde  67.650 inwoners in 2021.
Faro heeft een lange historie. Ruim 2000 jaar geleden legden de Romeinen er al een grote haven aan. In 1540 kreeg Faro stadsrechten en in 1756 werd de stad hoofdstad van Portugals zuidelijkste provincie.
Tegenwoordig is de stad het bestuurlijk centrum van het district Faro, zetel van een bisschop en centrum van een belangrijke toeristische streek, de Algarve. Op de internationale Luchthaven van Faro landen vele lijn- en chartervluchten. In 1992 verongelukte op dit vliegveld een toestel van Martinair tijdens de landing (zie Vliegramp Faro).

## Geschiedenis
Uit archeologische vondsten is gebleken dat in de IJzertijd al sprake was van een nederzetting op de plaats van het huidige Faro. De stad was al een handelspost van de Feniciërs en van de Grieken, voordat het in het Romeinse Rijk Ossónoba werd genoemd. In de tijd van de Romeinen was het de belangrijkste nederzetting ten zuiden van de Taag. Haar status werd verhoogd naar municipium, oftewel stad.
Na de Romeinse tijd kwam er al in 300 een christelijke parochie met een bisschop.
In 418 werd het vervolgens door de Westgoten veroverd en kreeg het de naam Santa Maria.
In 714 werd de stad (Shantamariyya) door de Moren veroverd waarna een periode van bloei volgde. De stad werd voor het eerst ommuurd. Christenen en moslims leefden in vrede naast elkaar gedurende vijf eeuwen. Ook de Joden vestigden zich er, met name in de oude stad, de Vila Adentro. Nieuwe wijken werden aangelegd of uitgebreid: Ribeirinha en Mouraria. De naam Faro kan afgeleid zijn van de naam van de dochter van emir Abu Uthman Said ibn Harun die in 1031 Faro voor korte tijd hoofdstad van zijn taifa (taifa Santa María de Algarve) maakte. De stad droeg de naam Farão tot in de 16de eeuw. De legende van Santa Maria de Ossonoba vindt zijn oorsprong in de 11de eeuw. Volgens de overlevering gooiden de moslims een beeld van de Heilige Maagd in de zee, waarna ze moesten vaststellen dat de zee geen vis meer voortbracht en er ook geen fruit meer aan de bomen groeide. Ze moesten het beeld weer uit de zee opvissen en binnen de stadsmuren terugzetten voordat alles weer normaal werd.
In 1217 werd de stad samen met Cadiz geplunderd en platgebrand door een Friese vloot met kruisvaarders op weg naar Akre. 
In 1499 begon Koning Manuel I met de reconstructie van de stad en werden het marktgebouw, de douanepost en een hospitaal gebouwd. In 1540 verkreeg de stad stadsrechten. Dat het de stad goed ging, blijkt uit het feit dat er vier kloosters werden gebouwd tussen 1517 en 1620. In 1596, ten tijde van de Spaanse overheersing (1580-1640), viel Engeland de Spaanse vijand aan op Portugees grondgebied. Britse troepen plunderden Faro, onder bevel van de graaf van Essex. Daarbij werden tweehonderd kerkelijke boeken gestolen. Deze vormen nu de basis van de Bodleian Library in Oxford.
In 1755 verwoestte de laatste van drie aardbevingen (de eerste was al in 1722) de stad volledig, In 1756 werd Faro hoofdstad van Portugals zuidelijkste provincie; de Algarve.
In de jaren daarna maakte een bisschop, die ook regeringspresident van de Algarve werd, Dom Francisco Gomes, zich sterk voor de verdere ontwikkeling van de stad. Zijn standbeeld staat op het hoofdplein van Faro, bij de binnenhaven.
De 19e eeuw was wederom een tijd van expansie, waarin de volgende publieke gebouwen verrezen: Alameda Vasco da Gama, het slachthuis, Jardim Manuel Bivar, de muziekkoepel Coreto, het Lethestheater en andere theaters en cafés. In de laatste jaren van deze eeuw werd ook de zogenaamde binnenas geconstrueerd. 
De jaren 30 van de 20e eeuw vormden de volgende fase van grote veranderingen en werd de zogenaamde buitenas gebouwd. Deze as verbindt de wijken Alto Rodes, São Luís en Bom João.
De pogingen van de Gouverneur van de Algarve om van de traditierijke, maar economisch zwakke en regionale handelsstad een moderne stad te maken volgens internationale normen kregen een krachtige impuls met de opening van de luchthaven en later de ombouw tot internationale luchthaven hiervan in 1965. Tien jaar later kwam de toeristenstroom op gang en daarmee de geldstroom.
Nadien vestigden zich zoveel buitenlanders in de Algarve, of kochten er een tweede huis, dat deze een belangrijke inkomstenbron werden voor de stad.
In 2005 werd in Faro het Europese Verdrag van Faro ondertekend dat zich ontfermt over historisch erfgoed in Europa.

## Klimaat
| Maand                        | jan | feb | mrt | apr | mei | jun | jul | aug | sep | okt | nov | dec | Jaar  |
| ---------------------------- | --- | --- | --- | --- | --- | --- | --- | --- | --- | --- | --- | --- | ----- |
| Gemiddeld maximum (°C)       | 15  | 15  | 17  | 18  | 21  | 24  | 27  | 27  | 25  | 22  | 18  | 16  | 20,41 |
| Gemiddeld minimum (°C)       | 11  | 11  | 12  | 14  | 16  | 19  | 20  | 21  | 20  | 18  | 15  | 13  | 15,83 |
|                              |     |     |     |     |     |     |     |     |     |     |     |     |       |
| Neerslag (mm)                | 5   | 7   | 5   | 6   | 3   | 1   | 0   | 1   | 2   | 11  | 14  | 6   | 61    |
| Bron: Weer in Faro (maanden) |     |     |     |     |     |     |     |     |     |     |     |     |       |

## Plaatsen in de gemeente
Tot de gemeente behoren de volgende freguesias:
- Conceição de Faro
- Estoi
- Montenegro
- Santa Bárbara de Nexe
- São Pedro (Faro)
- Sé (Faro)

## Sport
Tijdens het Europees kampioenschap voetbal 2004 werden enkele wedstrijden gespeeld in het nabij Faro gebouwde Estádio Algarve. Voetbalclub SC Farense kwam in 2002 voor het laatst uit op het hoogste Portugese niveau.

## Bekende inwoners van Faro
- Cristavai Dória, kapitein van een galeischip, vanwege heldendaden benoemd tot gouverneur van Afrika[bron?]

### Geboren
- Brites de Almeida (1350-?), energieke bakkersvrouw die volgens een legende in de slag bij Aljubarrota in 1385 minstens zeven Castilianen versloeg of verjaagde
- Álvaro de Caminha (?-1499), ontdekte als opperbevelhebber van een Armada het eiland Sao Tomé. In 1477 schonk de koning hem dit eiland
- Francisco Barreto (1520-1573), kapitein over drie schepen naar India, later gouverneur van India
- Antonio Ramos Rosa (1924-2013), dichter, essayist, wetenschapper, uitgever van literaire tijdschriften
- Gastão Cruz (1941), hoogleraar Duitse talen, dichter, medewerker aan literaire tijdschriften
- Ana Dias (1974), atlete
- Vitinha (2000), voetballer

## Overleden
- Victor Steeman (22) (2000 - 2022), Nederlands motorcoureur

## Galerij

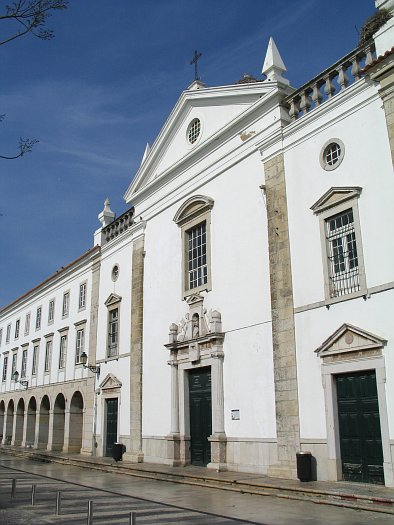
Oude kerk/hospitaal Santa Casa Da Misericordia in Faro
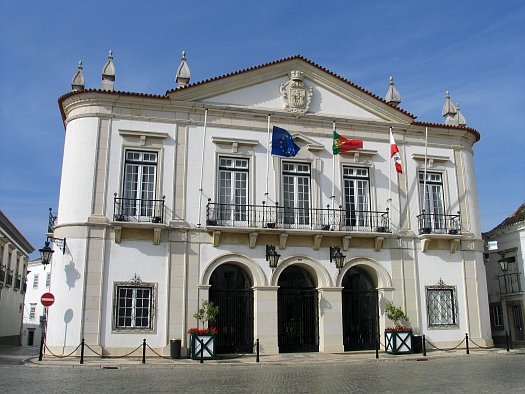
Stadhuis Camara Municipal van Faro
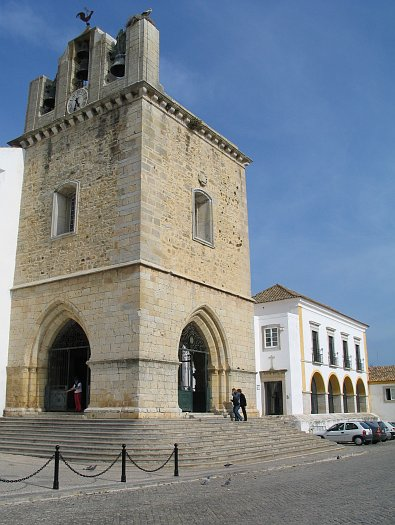
Toren van de kathedraal Santa Maria in Faro
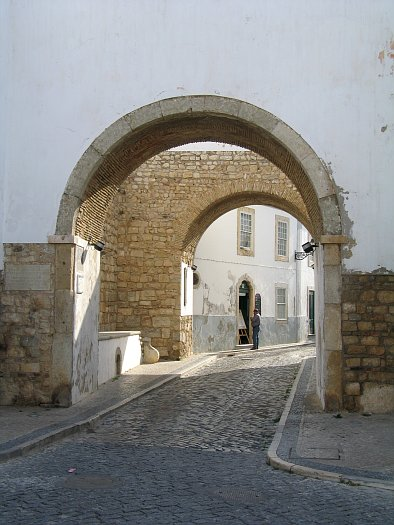
De poort Arco do Repouso